# Junior Hoilett
David Wayne Hoilett (Brampton, Ontario, 5 de junio de 1990), conocido como Junior Hoilett, es un futbolista canadiense. Juega como delantero en el Hibernian F. C. de la Scottish Premiership.

## Selección nacional
Al ser canadiense pero tener ascendencia jamaiquina y radicar en Inglaterra, Hoilett tenía la oportunidad de representar ya sea a Canadá, Jamaica o a Inglaterra a nivel internacional. El año 2016 representó a la selección nacional de Canadá en la clasificación al Hexagonal de CONCACAF.

## Clubes
| Club                      | País       | Año       |
| ------------------------- | ---------- | --------- |
| S. C. Paderborn 07        | Alemania   | 2007-2008 |
| F. C. St. Pauli           | Alemania   | 2008-2009 |
| Blackburn Rovers F. C.    | Inglaterra | 2009-2012 |
| Queens Park Rangers F. C. | Inglaterra | 2012-2016 |
| Cardiff City F. C.        | Gales      | 2016-2021 |
| Reading F. C.             | Inglaterra | 2021-2023 |
| Vancouver Whitecaps F. C. | Canadá     | 2023      |
| Aberdeen F. C.            | Escocia    | 2024      |
| Hibernian F. C.           | Escocia    | 2024-     |